# 서울제약
서울제약(Seoul Pharmaceuticals Co. Ltd. )은 대한민국의 기업이다. 본사는 서울특별시 강남구 학동로 325에 위치해 있으며 대표이사는 황우성이다. 2020년부터 밴처캐피탈 ‘큐캐피탈’이 운영하는 사모펀드에서 회사를 인수하여 경영중에 있다
 매출 대비 R&D 투자의 비중은 약 5% 대이다

## 논란
2022년 10월에 전 대표와 전 회장이 2016년부터 2020년 1분기까지 매출 및 매출원가 허위(과대) 계상, 외부감사 업무 방해 혐의로 고발당하여 코스닥에서 '회계처리 위반으로 인한 상장적격성 실질심사 사유'로 거래가 중단된 적이 있다가 거래가 재개됐다.
매출을 부풀리기 위해 허위세금계산서를 발행한 혐의로 재판에 넘겨진 김정호 전 서울제약 대표와 황우성 전 회장이 1심에서 집행유예를 선고받았다. 
2023년 당기순이익을 흑자로 만들기 위해 제품 주문량을 조작해 회사 영업이익을 끌어올린 뒤 생산된 의약품을 별도 창고에 넣어 보관하여 특정범죄가중처벌 등에 관한 법률(허위 세금계산서 교부) 위반 등의 혐의로 기소된 김 전 대표에게 징역 2년 6개월, 같은 혐의로 기소된 황 전 회장에 대해서도 징역 2년 6개월이 선고되었다.
금융위원회는 회계기준 위반으로 서울제약에 과징금 27억원을 부과했다.

## 같이 보기
- 큐캐피탈

## 참고 문헌
1. ↑  사모펀드 경영 2년 '서울제약'···매출·영업익 회복세 유지할까, 시사저널, 2022.06.27
2. ↑  서울제약, R&D 투자 비중 5% '아슬아슬', 메디파나, 2024-07-01
3. ↑  조해진, '절치부심' 서울제약, 각종 이슈 딛고 벤처기업부 재진입, 메디파나뉴스, 2024-05-08
4. ↑  김상진, '매출 부풀리려 수백억대 허위 세금계산서 발행' 서울제약 대표 집행유예, 뉴데일리경제, 2023-11-07
5. ↑  이석준, 서울제약 외형 10년 제자리걸음…영업익은 들쭉날쭉, 데일리팜, 2024-02-06